# Питиляно
Питиля̀но (на италиански: Pitigliano) е малко градче и община в централна Италия, провинция Гросето, регион Тоскана. Разположено е на 313 m надморска височина. Населението на общината е 3873 души (към 2013 г.).